# Mniadelphus pulchellus
Mniadelphus pulchellus là một loài Rêu trong họ Hookeriaceae. Loài này được Hampe mô tả khoa học đầu tiên năm 1850.